# Joan Lindsay
Lady Joan Lindsay, nata Joan a'Beckett Weigall (St Kilda East, 16 novembre 1896 – Melbourne, 23 dicembre 1984), è stata una scrittrice e commediografa australiana molto conosciuta per il suo "ambiguo e intrigante" romanzo Picnic a Hanging Rock.

## Biografia
Lady Lindsay nacque a St Kilda East, Victoria, Australia. Era la terza figlia di Theyre à Beckett e di Ann Sophie Weigall, nata Hamilton e legata alla Boyd family, forse la dinastia artistica più famosa e prolifica dell'Australia. Dal 1916 al 1919 studiò pittura alla National Gallery School, Melbourne. Nel 1920 aprì uno studio di pittura a Melbourne, che condivise con Maie Ryan (che divenne più tardi Lady Casey). Joan esibì i suoi lavori, acquerelli e oli, alle due esposizioni di Melbourne e anche con la Victorian Artists Society.
Nel 1922 a Londra nel giorno di San Valentino, Joan Weigall si sposò con Daryl Lindsay. Questa data rimase sempre importante per lei, tanto che ambientò il suo lavoro più famoso, Picnic a Hanging Rock, nel giorno di San Valentino. Sir Daryl era il figlio più giovane dei Lindsay, famosa famiglia di artisti e scrittori, il più famoso dei quali fu Norman.  Egli era un pittore che aveva un discreto successo, in particolare coi suoi quadri di fiori bianchi - un soggetto difficile da dipingere.  Quando la coppia ritornò a vivere in Australia si stabilì in una fattoria ristrutturata a Baxter, Mulberry Hill, in cui visse felicemente finché la Grande depressione li costrinse a trasferirsi in alloggi più modesti a Bacchus Marsh e ad affittare la loro casa, in attesa di tempi migliori. Con quella difficile esperienza alle spalle Daryl abbandonò la pittura per diventare Direttore della Galleria d'arte di Victoria. Questo incarico li costrinse a trasferirsi a Melbourne fino a quando lui andò in pensione, ma conservarono la loro casa di campagna.
Nel suo scritto Time Without Clocks descrive il suo matrimonio e l'idilliaco inizio della vita coniugale. Il titolo del libro (letteralmente "tempo senza orologi") deriva dalla strana capacità di Joan di fermare gli orologi quando vi passava vicino, ed anche dall'idea che quel periodo della sua vita era senza schemi e libero.
La Lindsay scrisse anche una serie di drammi che non furono mai pubblicati (sebbene uno, intitolato Wolf, fosse stato completato), nonché articoli, recensioni e racconti pubblicati su varie riviste di arte, letteratura e società. Insieme a suo marito Daryl scrisse una storia della Croce Rossa australiana (History of the Australian Red Cross). Lei e Daryl, insieme a Lord e Lady Casey, furono tra i fondatori, e poi tra i più attivi promotori, del National Trust dello Stato australiano di Victoria. Lady Lindsay era infatti molto interessata alla tutela del patrimonio non solo naturale ma anche storico australiano e allo sviluppo di un'identità nazionale australiana. Non avendo figli, i Lindsay lasciarono in eredità la loro casa, Mulberry Hill, al National Trust, che l'ha aperta al pubblico.

## Picnic ad Hanging rock
Il romanzo, che racconta una storia ambientata nell'anno 1900, diventò un bestseller internazionale. Nel 1976, il regista australiano Peter Weir ne trasse l'omonimo film, oggi anch'esso divenuto un classico. Postumo apparve il capitolo finale, espunto in precedenza dall'autrice su richiesta dell'editore, col titolo The Secret of Hanging Rock, pubblicato nel 1987 in accordo con le sue volontà.

## Opere
- Through Darkest Pondelayo, Chatto & Windus, 1936
- Time Without Clocks, F. W. Cheshire, 1962
- Facts Soft and Hard, F. W. Cheshire, 1964
- Picnic ad Hanging rock (Picnic at Hanging rock, 1967)
- Syd Sixpence, Kestrel Books, 1982
- The Secret of Hanging Rock, F. W. Cheshire, 1987. [capitolo finale espunto da Picnic at Hanging Rock, pubblicato postumo; non tradotto in Italia]

### Racconti
- Holiday (1923)
- Yellow Roses (1924)
- The Awakening (1924)
- Good with Cats (1980)